# 済生会新潟病院
社会福祉法人恩賜財団済生会支部新潟県済生会済生会新潟病院（しゃかいふくしほうじんおんしざいだんさいせいかいしぶにいがたけんさいせいかいさいせいかいにいがたびょういん）は、新潟県新潟市西区において恩賜財団済生会支部新潟県済生会が開設運営する医療機関である。

## 沿革
- 1927年（昭和2年）6月 - 新潟市田町二丁目（現在の中央区）に、済生会新潟診療所を開設。
- 1950年（昭和25年）8月 - 近隣の田町一丁目へ新築移転し、済生会新潟病院に改組。
- 1960年（昭和35年）5月 - 段階的な増築・増床を経て、済生会新潟総合病院に改称。
- 1991年（平成3年）6月 - 新潟総合病院を一時閉鎖。
  - 7月 - 西蒲原郡黒埼町寺地（当時）に、済生会新潟第二病院を開院。
  - 10月 - 新潟総合病院を新潟病院に改称し、再開院。
- 1996年（平成8年）11月 - 災害拠点病院に指定される。
- 2002年（平成14年）8月 - 地域医療支援病院に指定される。
- 2003年（平成15年）4月 - 臨床研修指定病院に指定される。
- 2006年（平成18年）7月 - DPC対象病院に指定される。
- 2008年（平成20年）3月 - 新潟病院閉院。
- 2019年（平成31年）4月 - 病院名称を済生会新潟第二病院から、済生会新潟病院へ変更[1]

## 診療科目
- 内科
- 精神科
- 神経内科
- 呼吸器科
- 消化器科
- 循環器科
- 小児科
- 外科
- 整形外科
- 呼吸器外科
- 心臓血管外科
- 皮膚科
- 泌尿器科
- 産婦人科
- 眼科
- 耳鼻咽喉科
- リハビリテーション科
- 放射線科
- 麻酔科

## 指定
- 保険医療機関
- 災害拠点病院
- 地域医療支援病院
- 臨床研修指定病院
- DPC対象病院

## 交通
公共交通
病院の正面玄関には済生会病院バス停が、病院前の市道沿いには済生会病院前バス停（病院まで徒歩1分）がある。前者は新潟交通の一部便とQバス全便が、後者は新潟交通のみが停車する。2019年4月時点での路線は以下の通り。
- JR小針駅方面
  - 西区区バス（Qバス）　※全便が正面玄関に乗り入れる。
- JR新潟駅・青山方面
  - 新潟交通 BRT萬代橋ライン ※B13系統（西部営業所発着）のみ。
  - 新潟交通 C2 浜浦町線　※C20系統（西部営業所発着）のみ。
  - 新潟交通 C3 信濃町線　※C30・C31系統（西部営業所発着）のみ。後者は正面玄関に乗り入れる。
- 青山方面・大野方面
  - 新潟交通 W7 大野・白根線　※W72系統（ときめき経由）のみ。
- JR新潟駅・県庁方面
  - 新潟交通 S3  水島町線　※S31系統（西部営業所発着）のみ。一部時間帯は正面玄関に乗り入れる。

タクシー
- 新潟駅より約20分[3]
- 小針駅より約5分[3]

自家用車
- 国道116号・国道8号（新潟西バイパス・新潟バイパス）黒埼ICより市道小針線経由で約5分

## 周辺
- アピタ新潟西店
- ホームセンタームサシ新潟西店
- YAMADAテックランド新潟西店
- 新潟市立立仏小学校
- 新潟県立新潟工業高等学校
- 新潟バイパス 黒埼IC
- 北陸自動車道 新潟西IC